# Plantarfasziitis
Plantarfasziitis ist eine schmerzhafte Reizung der namensgebenden Plantarfaszie an der Fußsohle. Die Plantarfaszie oder auch Aponeurosis plantaris  ist eine vom Fersenbein ausgehende und zur Fußspitze fächerförmig verlaufende Faszienplatte. Bei einer chronischen Reizung des Faszienansatzes am Fersenbein kann es zu Kalziumeinlagerungen kommen. Die resultierende Veränderung imponiert im Röntgenbild als vermeintlicher Fersensporn. Im Gegensatz zur schmerzhaften Plantarfasziitis stellt der Fersensporn an der Fußsohle einen häufig symptomlosen Zufallsbefund bei der Röntgendiagnostik des Fußes dar.

## Verbreitung
Plantarfasziitis ist die häufigste Ursache für Schmerzen in der Ferse. Etwa zehn Prozent der Bevölkerung leiden einmal im Leben unter dieser Erkrankung. Frauen sind häufiger betroffen als Männer; die Häufigkeit nimmt mit dem Alter und mit dem Body Mass Index (BMI) des Patienten zu. Etwa 70 Prozent aller Patienten sind fettleibig. Menschen mit Plattfuß, Hohlfuß und verschiedenen Beinlängen befinden sich gehäuft unter den Patienten mit Plantarfasziitis. Berufsgruppen, die lange stehen oder gehen, sowie Läufer (Läuferferse) sind ebenfalls häufiger betroffen. Bei Sportlern mit Plantarfasziitis gibt es keinen Zusammenhang zwischen Erkrankungshäufigkeit und BMI bzw. Gewicht.

## Krankheitsentstehung

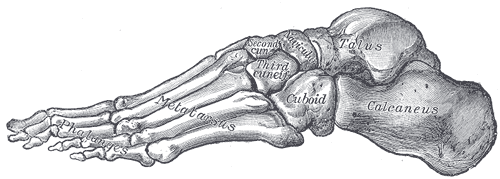
Calcaneus = Fersenbein, Metatarsus = Mittelfußknochen, Talus = Sprungbein, Navicular = Kahnbein

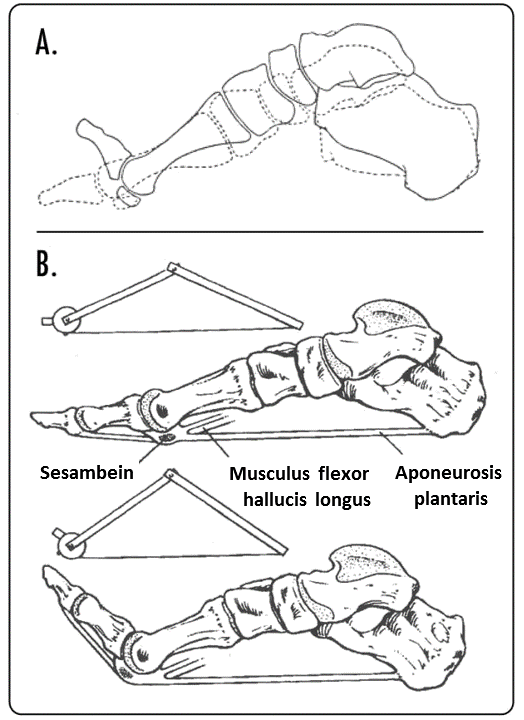
Geometrische Veränderung des Längsgewölbes in verschiedenen Phasen eines Schrittes.

Als Erklärungsmodell, um die Entstehung von Plantarfasziitis zu verstehen, wird häufig auf den windlass mechanism (übersetzt etwa: Seilwinden-Mechanismus) zurückgegriffen: Demnach bilden Fersenbein, Mittelfußknochen und Talonaviculargelenk (liegt zwischen Sprungbein und Kahnbein) den Bogen eines Fachwerkes und die Aponeurosis plantaris das Zugband, das Fersenbein und Mittelfußknochen verbindet. Dieses Fachwerk ist das Längsgewölbe des Fußes, das die vertikalen Kräfte beim Gehen und Laufen auffängt, also wie ein Stoßdämpfer wirkt.
Während des Gehens oder Laufens verändert sich die Geometrie des Fachwerks: Beim Auftreten proniert, das heißt dreht sich der Fuß zunächst nach innen; dabei verlängert sich der Abstand zwischen Fersenbein und Mittelfußknochen, so dass die Aponeurosis plantaris gespannt wird. Beim Abdruck supiniert der Fuß, mit anderen Worten er richtet sich mit Hilfe einer Reihe von Muskeln auf. Daran beteiligt sind zum Beispiel die über die Achillessehne mit dem Fersenbein verbundenen Musculus gastrocnemius und Musculus soleus. Die Aponeurosis plantaris wirkt nun wie eine Seilwinde und verringert den Abstand zwischen Fersenbein und Mittelfußgewölbe, womit das Längsgewölbe wieder angehoben wird.
Diskutiert wird, dass verschiedene Fehlfunktionen beim Gang eine übermäßige Belastung der Aponeurosis plantaris bewirken können:
So kann eine zu stark gespannte Achillessehne dazu führen, dass der Fuß bei der Fortbewegung nicht ausreichend nach oben angewinkelt (Dorsalextension) werden kann, was viele Patienten mit einer zu starken Pronation, also einer Überpronation kompensieren. Auch die Schwäche anderer Muskeln des Beines wie der Gesäßmuskeln Musculus gluteus medius, Musculus gluteus minimus und Musculus tensor fasciae latae kann zu einer stärkeren Belastung des Fachwerks führen, wenn dadurch ihre schockabsorbierende Wirkung gestört ist. Schließlich gibt es eine Reihe von Fehlstellungen des Fußes, die ebenfalls zu einer Überpronation führen.

## Klinische Erscheinungen

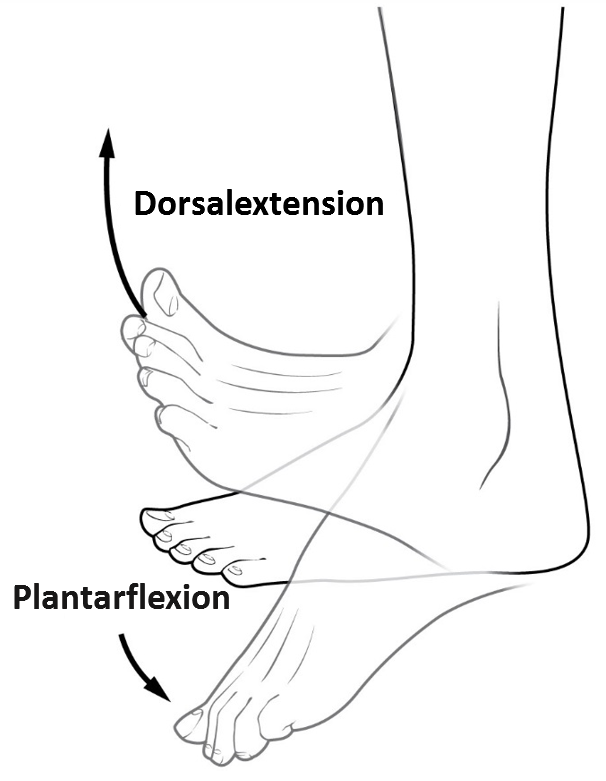
Dorsalextension und Plantarflexion

Oft bestehen Schmerzen an der inneren (medialen) Seite der Sohle der Ferse, die am stärksten morgens nach dem Aufstehen oder nach längeren Ruhepausen sind („Anlaufschmerz“). In diesen Ruhephasen neigt der Fuß zur Plantarflexion, also zu einem leicht zehenwärts gestreckten Fuß, wodurch die Aponeurosis plantaris entlastet ist (keine Dehnung). Bei Belastungen wie dem Gehen wird die Aponeurosis dann beim Abrollen des Fußes wieder gedehnt (Dorsalextension von Fuß und Zehen), was zunächst Schmerzen verursacht. Diese Eigenschaft macht man sich bei der klinischen Untersuchung zu Nutze, indem beim Windlass-Test die Zehen nach oben gebogen werden. Nach kurzer Zeit verringert sich dieser Schmerz, kann aber nach längerer Belastung im Laufe des Tages wieder stärker werden.
Um den Schmerz beim Auftreten zu vermeiden, gehen manche Patienten auf den Zehen. Palpation, also das Drücken der Ferse, erzeugt einen scharfen stechenden Schmerz.
In 30 Prozent aller Fälle tritt die Plantarfasziitis an beiden Füßen gleichzeitig auf. 80 Prozent aller Patienten haben zusätzlich eine Verkürzung der Achillessehne. Mehr als 80 Prozent der Patienten weisen eine Überpronation auf. Die Fähigkeit, den Fuß anzuwinkeln (also in die Dorsalextension zu bringen), ist fast immer eingeschränkt.
Plantarfasziitis ist selbstlimitierend und verbessert sich normalerweise innerhalb eines Jahres unabhängig von der Behandlungsweise.
In einigen Fällen kann die Plantarfasziitis mit einer Tibialis-posterior-Dysfunktion vergesellschaftet sein: hier ist die Sehne eines der das Sprunggelenk stabilisierenden Muskeln krankhaft verändert. Da sowohl die Aponeurosis plantaris als auch der Musculus tibialis posterior im Normalfall das Längsgewölbe unterstützen, führen ihre Erkrankungen zu einer verstärkten Pronation des Fußes und damit zu einer Zugbelastung des Nervus tibialis – ein Tarsaltunnelsyndrom entsteht. Die Kombination aus Plantarfasziitis, Tibials-posterior-Dysfunktion und Tarsaltunnelsyndrom wird Heel-Pain-Triad genannt.

## Diagnose
Die Diagnose kann allein aufgrund klinischer Symptome wie dem typischen Fersenschmerz am Morgen und der Druckempfindlichkeit der Fußsohle sowie dem weiter oben beschriebenen Windlass-Test erstellt werden. Da die Dorsalextension des Fußes häufig eingeschränkt ist, gibt es eine Reihe von Methoden, diese zu quantifizieren. Bildgebende Diagnostik mit beispielsweise Sonografie (Ultraschall) wird erst notwendig, wenn die Plantarfasziitis auf konservative Behandlung nicht anspricht und invasive Methoden wie lokale Injektionen erwogen werden. Aus differenzialdiagnostischen Gründen kommen noch andere bildgebende Verfahren zum Einsatz wie die Röntgendiagnostik oder in selteneren Fällen auch die Magnetresonanztomographie (MRT) oder die Skelettszintigrafie.

### Bildgebende Verfahren

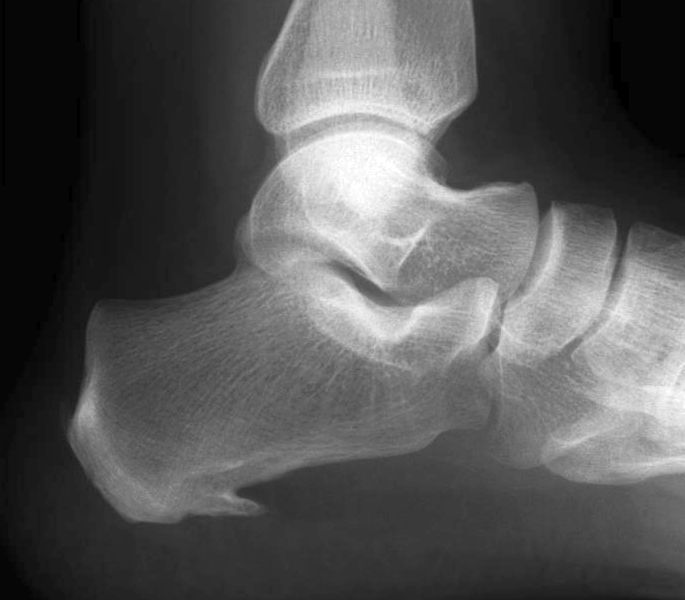
Seitliches Röntgenbild von Mittelfuß (rechts) und Ferse (links), mit einem unteren Fersensporn (links unten).

50 Prozent aller Röntgenaufnahmen zeigen bei Plantarfasziitis-Patienten einen Fersensporn, das Ergebnis einer Kalziumeinlagerung in die Sehne. Dieser Fersensporn ist üblicherweise am Ursprung des Musculus quadratus plantae; auch am Musculus abductor hallucis oder seltener an den Musculus abductor digiti minimi können Kalzifizierungen am Sehnenansatz (Enthesiopathie) gesehen werden. Umgekehrt wird der Fersensporn auch bei 13 Prozent aller Röntgenaufnahmen gesehen, die nicht wegen Plantarfasziitis erstellt wurden. Der Fersensporn wird als Folgeerkrankung aufgrund von Zugbelastung und nicht als Ursache der Plantarfasziitis angesehen. Ermüdungsbrüche und manche Tumoren können unter Umständen entdeckt werden und auf eine andere Ursache als Plantarfasziitis für Fersenschmerz hinweisen.

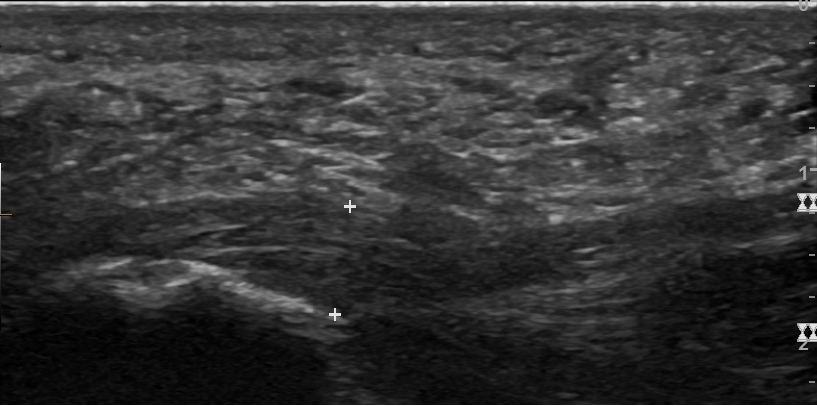
Plantarfasziitis im Ultraschall. Die Aponeurosis plantaris ist das horizontale Band zwischen den Kalippern. Darunter befindet sich links unten im Bild das Fersenbein.

Im Falle einer Plantarfasziitis zeigt die Ultraschalluntersuchung (Sonografie) eine Verdickung der Aponeurosis plantaris. Die Aponeurosis ist am Ansatz am Fersenbein entweder mindestens 4,0 mm dick oder 0,6 mm dicker als am anderen Fuß. Auch diffuse hypoechogene (im Ultraschall dunkel dargestellte) Flächen werden gesehen, die als Wassereinlagerungen (Ödeme) aufgrund von kleinsten Rissen interpretiert werden. Bei etwa 40 Prozent aller Patienten wird eine erhöhte Durchblutung (Hyperämie) festgestellt, was auf einen akuten Verlauf hinweist. Bei einem chronischen Verlauf wird Hyperämie nicht festgestellt. Die Dicke der Aponeurosis plantaris verringert sich bei erfolgreicher Behandlung, weswegen sie als objektives Maß verwendet werden kann.
Skelettszintigrafie und Magnetresonanztomografie können weitere Ursachen für Schmerzen an der Fußsohle detektieren.

### Differentialdiagnose
In 20 Prozent aller Fälle von Schmerzen an der Fußsohle ist entweder ein Nervenkompressionssyndrom am Tarsaltunnel oder am ersten Zweig des Nervus plantaris (Nervus calcaneus medialis) für die Symptome verantwortlich. Beim Tarsaltunnelsyndrom können insbesondere Raumforderungen wie Ganglione, Krampfadern, aber auch eine verdickte Sehne insbesondere des Musculus tibialis posterior den Nervus tibialis komprimieren und so Schmerz erzeugen. Der Nervus calcaneus medialis, auch Baxter-Nerv (Baxter-Neuropathie) genannt, wird entweder vom Musculus abductor hallucis oder von der verdickten Plantarfaszia bei Vorliegen einer Plantarfasziitis eingeengt.
Als seltene Ursachen für Fersenschmerz kommen auch rheumatologische Ursachen wie eine Spondylitis ankylosans, reaktive Arthritis und rheumatoide Arthritis in Frage, vor allem bei beidseitigem Auftreten. Während Spondylitis ankylosans und reaktive Arthritis häufiger bei Männern vorkommt, ist bei Frauen die rheumatoide Arthritis öfter für beidseitigen Fersenschmerz verantwortlich.
Andere Ursachen für Schmerzen am Fettpolster der Ferse sind Entzündungen, Ödeme, Risse oder wenn sich Rheumaknoten darin gebildet haben. Selten ist ein Riss in der Plantarfaszie die Ursache für Fersenschmerz – gewöhnlich handelt es sich bei diesen Fällen um sportlich sehr aktive Patienten oder Patienten, die eine Kortisoninjektion erhalten haben. Weiterhin gehören zu den Differenzialdiagnosen Arthrose, Osteomyelitis sowie Knochenbrüche, die im Röntgen nicht sichtbar sind, und in extrem seltenen Fällen Tumoren.

## Pathologie
Studien an histologischen Gewebeproben von Patienten, denen man im Rahmen einer Fasziotomie Teile der Aponeurosis plantaris entfernt hat, ergaben verschiedene Veränderungen: Lediglich bei 21 Prozent aller Patienten wurden entzündliche Veränderungen entdeckt. Weitere 25 Prozent zeigten strukturelle Veränderungen des Bindegewebes, wie sie bei einer Plantarfibromatose auftreten. Bei den restlichen 54 Prozent aller Patienten wurden weder entzündliche noch strukturelle Veränderungen in der Sehnenplatte nachgewiesen. Stattdessen gehörten zu den Befunden vor allem eine Degeneration des Bindegewebes (myxoid degeneration) und der Aponeurosis plantaris selber, Risse in der Aponeurosis plantaris sowie Erweiterungen der Knochenmarksgefäße. Diese unterschiedlichen Ergebnisse werden als Hinweis interpretiert, dass es bei der Krankheitsentstehung verschiedene Mechanismen gibt, was auch die unterschiedliche Wirksamkeit verschiedener Behandlungsmethoden erklärt.

## Behandlung
Die Bandbreite der eingesetzten Behandlungsverfahren reicht von Entlastung mittels Schuheinlagen oder Tapeverbänden über antiphlogistisch wirksame Medikamente zur Dämpfung der entzündlichen Prozesse bis zu der seltener angewandten  Strahlentherapie. Zumeist werden mehrere Behandlungsmethoden kombiniert.
Wenige Studien haben sich mit der therapeutischen Wirksamkeit einzelner Methoden befasst; der Evidenzgrad ist selten hoch. 90 Prozent aller Patienten erfahren eine Verbesserung ihres Leidens mit Hilfe von konservativer Therapie innerhalb der ersten sechs Monate. Erst nach diesem Zeitraum werden andere Verfahren angewendet.

### Nicht medikamentöse Therapie
Als erstes wird empfohlen, Überbelastungen am Fuß zu vermeiden und zum Beispiel Sportarten wie Laufen oder diverse Sprungsportarten, die mit einem hohen Aufprall einhergehen, zu pausieren.
Eine Entlastung der Fußsohlensehne wird auch durch das Anheben des Fußgewölbes erreicht, denn bei einem abgesenkten Fußgewölbe (Plattfuß, Pronationsstellung des Fußes, altersbedingtes Absinken des Fußinnenrandes) kommt es zu einer Überdehnung der Aponeurosis plantaris und das wiederum kann zu einer Plantarfasziitis führen.

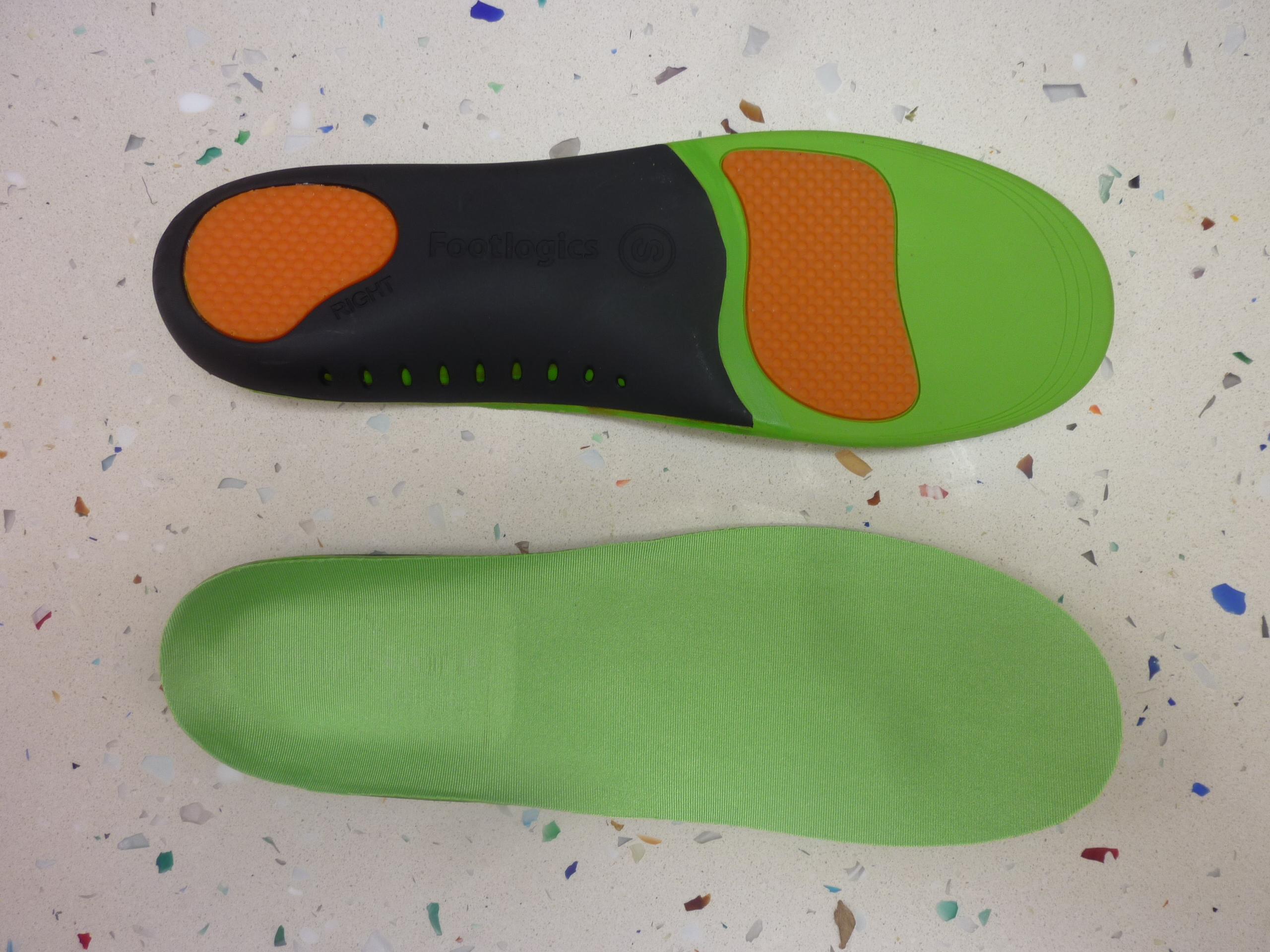
Orthopädische Einlagen

Mit Schuheinlagen wird der Fußinnenrand angehoben und damit die Sehne an der Fußsohle entlastet. Eine verblindete, randomisierte und kontrollierte Studie verglich dabei maßgefertigte und konfektionierte orthopädische Einlagen mit Placebo-Sohlen. Es konnte gezeigt werden, dass die „Funktion“ sowohl bei maßgefertigten als auch konfektionierten Einlagen nach drei und zwölf Monaten statistisch signifikant verbessert war, wohingegen es beim Schmerz keinen statistisch signifikanten Unterschied gab. Andere Studien bestätigen, dass es keinen Unterschied zwischen maßgefertigten und konfektionierten Einlagen gibt; sie sprechen aber zusätzlich von einer Verringerung des Schmerzes. Einlagen werden empfohlen, weil sie die Überpronation des Fußes verringern sollen, von der man annimmt, dass sie zu einer Überlastung der Aponeurosis plantaris führt. Allerdings scheint es nicht das Verhindern der Innenwärtsbewegung des Fußes, sondern die Stütze in Längsrichtung zu sein, die schmerzreduzierend wirkt.
Beim sogenannten LowDye-Taping wird das Längsgewölbe des Fußes mit einem Tapeverband unterstützt, um den Zug, der auf die Aponeurosis plantaris beim Gehen wirkt, zu reduzieren. Die Wirksamkeit des Tapings konnte gezeigt werden.
Dehnübungen für die Achillessehne und die Aponeurosis plantaris haben in einer Studie in den ersten zwei Monaten eine signifikante Verbesserung im Vergleich zu keiner Behandlung gebracht; durch das Dehnen der Achillessehne wird die Spannung und der ständige Zug auf die Plantarfaszie verringert. Das Dehnen der Aponeurosis plantaris scheint in diesen ersten zwei Monaten eine stärkere Verbesserung zu bringen als das Dehnen der Achillessehne.
Beinschienen für die Nacht sollen verhindern, dass der Fuß in der plantarflexierten Position ruht und die Aponeurosis plantaris kontrahiert. Tatsächlich können sie den Schmerz durch Plantarfasziitis in einigen Fällen lindern.
Anekdotische Evidenz besteht für die Wirkung manueller oder instrumenteller Massagen zur Entspannung der Muskel-Faszien (myofascial release), die die Durchblutung und damit die Heilung verbessern soll.

### Medikamentöse Therapie
Begleitend werden häufig Medikamente aus der Gruppe der nichtsteroidalen Antiphlogistika in Tablettenform verwendet. (die Salben- oder Gelform ist aufgrund der geringen Eindringtiefe selten ausreichend wirksam). Diese bewirken eine Reiz-/Entzündungshemmung (antiphlogistische Wirkung)  und nachfolgend eine Schmerzlinderung (analgetische Wirkung).
Die Injektion von Corticosteroiden in die Nähe der Plantarfaszie kann für einen Zeitraum bis zu sechs Monaten effektiv sein. Sie birgt seltene Risiken, zu denen Schwund des Fettpolsters in der Ferse und die folgende Neigung zum Riss der Plantarfaszie zählen, insbesondere, wenn das Medikament nicht ultraschallgeführt gezielt unterhalb der Aponeurosis plantaris injiziert wurde. Die sonografisch gemessene Dicke der Aponeurosis plantaris schrumpft nach der Injektion; damit einher geht ein verringerter Schmerz.
Zu den neuen Behandlungsmethoden gehört das Injizieren von thrombozytenreichem Plasma (PRP), bei der dem Patienten das eigene Blut entnommen wird. Nach Behandlung des Blutes in einer Zentrifuge entsteht ein Blutplasma mit einem hohen Anteil an Thrombozyten, das zur besseren Heilung der Risse in der Aponeurosis plantaris gespritzt wird. Erste Studien im Vergleich mit Corticosteroiden haben die Wirksamkeit der PRP-Behandlung bestätigt und sprechen von einer möglichen höheren Wirksamkeit bei geringerem Risiko. Ähnlich wie PRP funktioniert die Eigenbluttherapie, bei der allerdings Vollblut verwendet wird. Da es keine hochwertigen Studien mit größerer Patientenzahl gibt, wird keine der Methoden als Routine-Behandlung angewandt.
Injektionen von Botulinumtoxin sind noch in der Erprobungsphase; haben aber erste vielversprechende Resultate gezeigt. Hierbei wird das Botulinumtoxin entweder direkt an die Plantarfaszie, kombiniert an die Plantarfaszie und deren Ursprung (Technik nach Babcock) oder auch in den dreiköpfigen Wadenmuskel injiziert, um diese zu entspannen und damit die Zugbelastung am Ursprung der Plantarfaszie zu verringern. Auch zwölf Monate nach der Injektion hatten in einer randomisierten und kontrollierten Studie Patienten, die eine Botulinumtoxin-Injektion erhalten hatten, signifikant geringere Schmerzen. Eine Übersichtsarbeit zeigte überwiegend gute Ergebnisse für dieses Therapieverfahren. Auch Glucose wurde erprobt. Beim Dry Needling wird lediglich ein Lokalanästhetikum injiziert, dann aber die Aponeurosis plantaris vielfach mit einer Nadel gestochen, um damit die Spannung zu reduzieren. Weitere Verfahren sind die Iontophorese, bei der ein angelegter elektrischer Gleichstrom die Absorption von Corticosteroiden verbessern soll, und die Proliferationstherapie, bei der eine konzentrierte Zuckerlösung injiziert wird.

### Andere Therapieverfahren
Extrakorporale Stoßwellentherapie soll in der Aponeurosis plantaris kleinste Risse erzeugen und dadurch den Körper zu einer heilenden Entzündungsreaktion provozieren, der die Durchblutung erhöht. Damit werden vermehrt Wachstumsfaktoren zur Heilung in das Gewebe transportiert. Mehrere Studien haben die extrakorporale Stoßwellentherapie mit einer Placebo-Behandlung verglichen; die Ergebnisse sind uneinheitlich. Sowohl keine statistisch signifikante Verbesserung als auch geringerer Schmerz innerhalb der ersten drei Monate waren das Ergebnis.
Etwa 1 Prozent aller Patienten leiden auch nach einem Jahr Behandlung unter den Symptomen einer Plantarfasziitis und werden deswegen zur Chirurgie überwiesen. Verschiedene Verfahren werden angewandt, über die es alle keine großen Studien gibt. Sowohl offene als auch minimalinvasive Fasziotomie werden durchgeführt. Dabei wird üblicherweise weniger als die Hälfte der Aponeurosis plantaris entfernt, um zu vermeiden, dass das Fußgewölbe kollabiert. In einigen ausgewählten Fällen mit neurologischen Symptomen wird der N. plataris lateralis entspannt.
Ein zusätzlich diagnostizierter Fersensporn wird niemals entfernt.